# Apamea castanea
Apamea castanea är en fjärilsart som beskrevs av Augustus Radcliffe Grote 1874. Apamea castanea ingår i släktet Apamea och familjen nattflyn. Inga underarter finns listade i Catalogue of Life.